# 三洋化成工業
三洋化成工業株式会社（さんようかせいこうぎょう、英: Sanyo Chemical Industries, Ltd.）は、日本の大手化学メーカー。界面活性剤・高吸水性樹脂が主力。豊田通商と東レの関連会社。

## 沿革
- 1949年 - 三洋油脂工業株式会社として創業[2]。
- 1960年 - 川崎工場稼動開始[2]。
- 1963年 - 現社名に改称[2]。
- 1966年
  - 現在のサンアプロ株式会社となるサンアボット有限会社をアボット・ラボラトリーズと設立。
  - サンノプコ株式会社をノプコ・ケミカルと設立。
- 1968年 - 名古屋工場稼動開始[2]。大阪証券取引所2部、京都証券取引所（2001年廃止）に上場。
- 1973年 - 東京証券取引所2部に上場。
- 1976年 - 鹿島工場稼動開始[2]。
- 1978年 - 東京・大阪両証券取引所1部に上場[2]。
- 1982年 - サンケミカル株式会社を日本石油化学と設立。
- 1999年 - 衣浦分工場稼動開始。
- 2001年 - サンダイヤポリマー株式会社を三菱化学と設立。
- 2003年 - サンダイヤポリマーが三大雅精細化学品（南通）有限公司を設立。
- 2008年 - 桂研究所が稼働開始。
- 2013年3月
  - 三菱化学とサンダイヤポリマーの合弁事業を解消することで合意。
  - 株式譲渡契約を締結し、三菱化学の保有株式40%のうち10%を追加取得[2][4]。
- 2013年9月 - 三菱化学が保有するサンダイヤポリマーの株式の残り30%を豊田通商が取得。同社との新合弁会社としてSDPグローバル株式会社[注釈 1]発足[2][5]。
- 2020年10月21日 - 2021年4月を予定としていた日本触媒との経営統合[6]を新型コロナウイルスの影響等による事業環境の不透明さから、中止とすることを発表[7]。

## 所在地

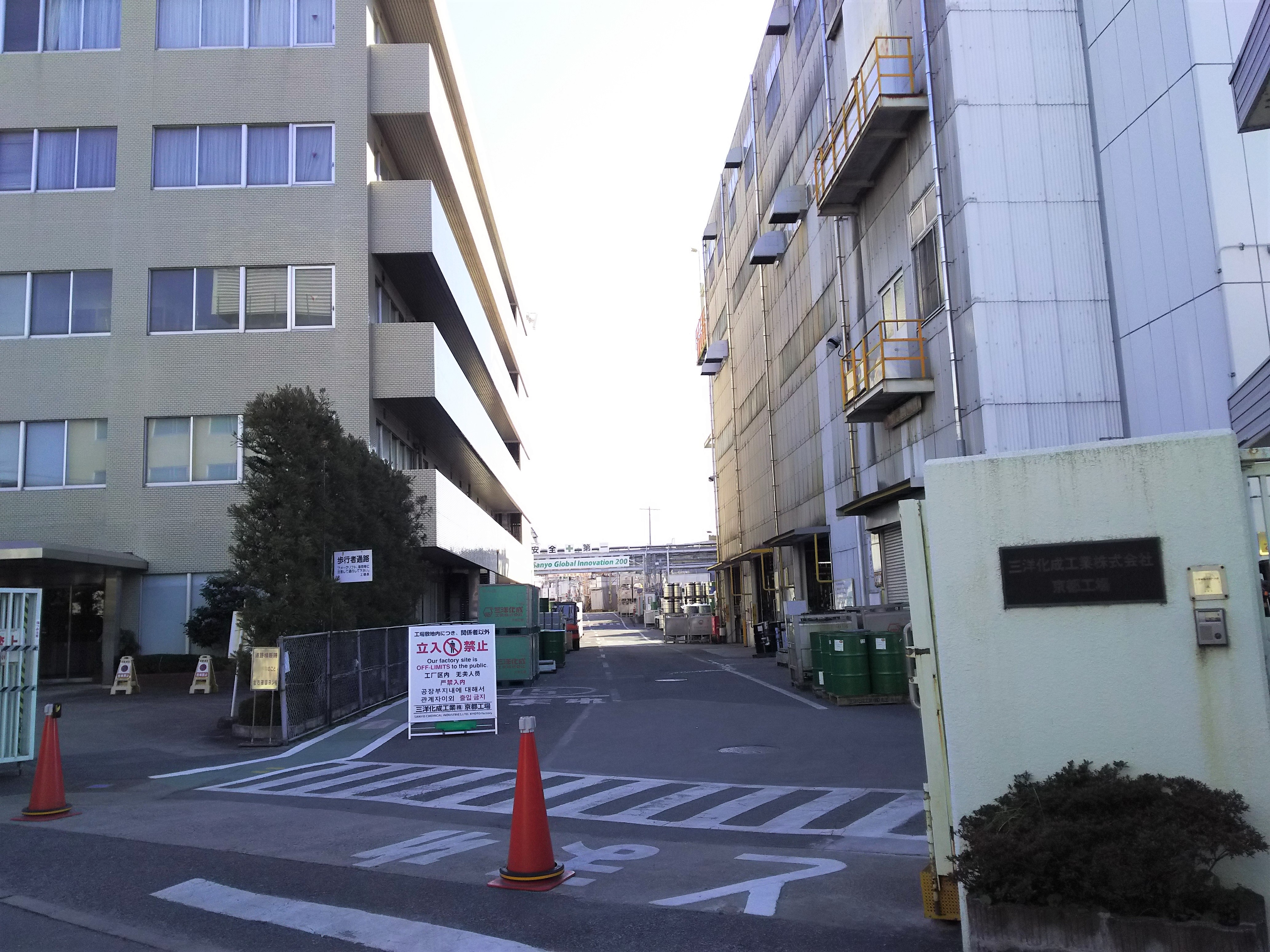
京都工場（京都市東山区）

- 本社・本社研究所 - 京都市東山区一橋野本町11-1
- 桂研究所 - 京都市西京区御陵大原1-40
- 東京支社 - 東京都港区西新橋1-1-1　日比谷フォートタワー24階
- 名古屋営業所 - 名古屋市中村区名駅南1-24-30 名古屋三井ビル本館16階
- 中国営業所 - 広島市南区的場町1-2-21 広島第一生命OSビル7階
- 西日本営業所 - 福岡市中央区天神1-13-2 興銀ビル9階
- 名古屋工場 - 愛知県東海市新宝町31-1
- 衣浦工場 - 愛知県半田市日東町4-43
- 鹿島工場 - 茨城県神栖市砂山11-1
- 京都工場 - 京都市東山区本町11-721